# Arquitectura sumèria

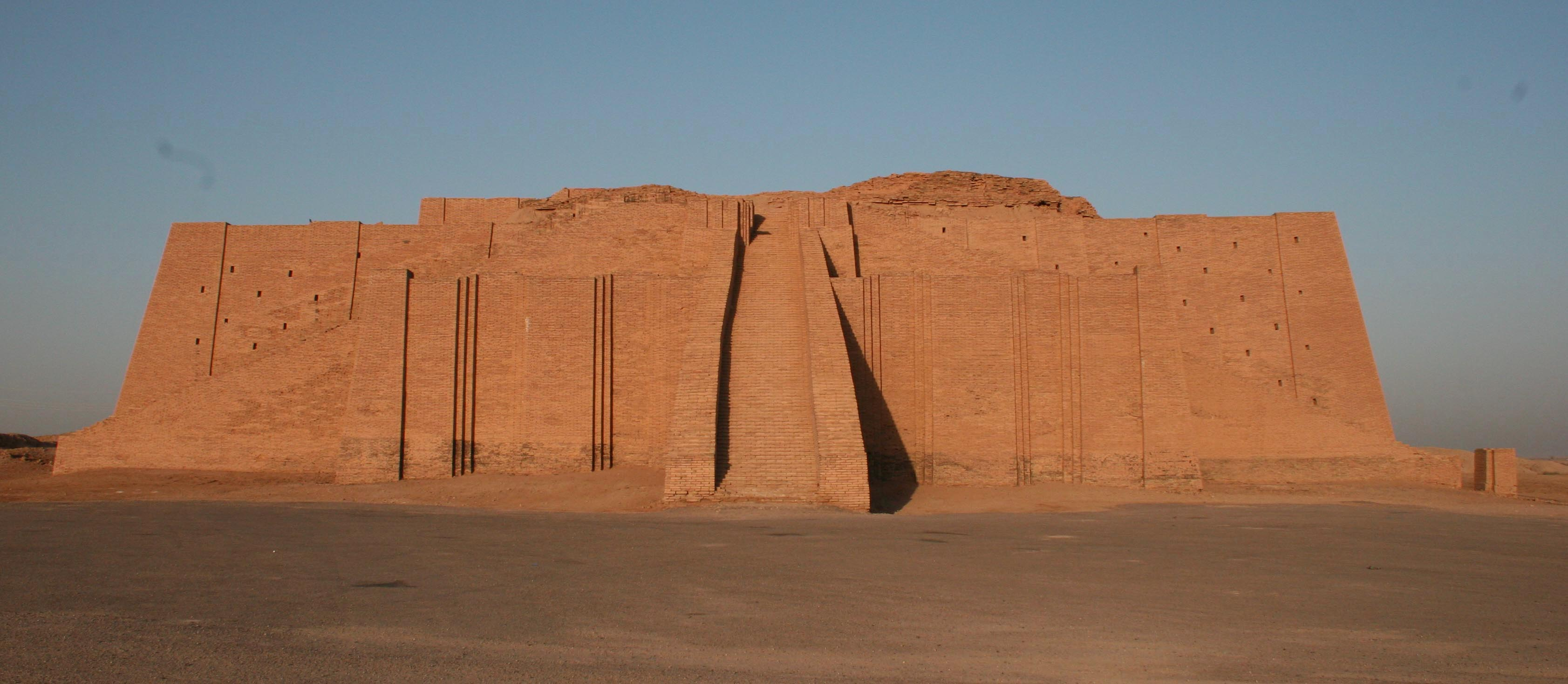
El ziggurat d'Ur (s. XXI ae), prop de Nasiriyah, l'Iraq

L'arquitectura sumèria és la pròpia del poble sumeri que va habitar la Mesopotàmia (actual l'Iraq) des de mitjan VI mil·lenni a inicis del II mil·lenni ae. Entre els seus assoliments arquitectònics trobem la invenció del planejament urbanístic, les cases amb pati i les piràmides esglaonades (ziggurat). Si bé no existia l'arquitectura com a professió a Sumèria, els escribes redactaven tot el que fa referència a les construccions per al govern i la noblesa. Els sumeris eren conscients de l'"ofici de construir" com un do diví ensenyat als humans pels déus. L'arquitectura sumèria és la base de les posteriors arquitectures palestina, fenícia, anatòlia, hitita, hurrita, ugarítica, babilònia, assíria, persa, islàmica i, en certa manera, grecoromana i, per tant, occidental.
El tipus més famós i impressionant de les edificacions sumèries era el yepa, una construcció de llargues i àmplies plataformes superposades al cim de les quals hi havia temples. Aquestes estructures, segons alguns teòrics, podrien haver fonamentat la torre de Babel bíblica, que es descriu en el Gènesi.

## Materials
L'aclaparant majoria de l'arquitectura sumèria utilitza maçoneria (paredat) d'argila i formes com més va més complexes de rajoles apilades. Com que aquests maons no eren cuits, les edificacions sumèries es deterioraven amb el temps, i per això foren periòdicament destruïdes, aplanades i reconstruïdes al mateix lloc. Aquest cicle de vida estructural planificat elevà gradualment el nivell de les ciutats, de manera que acabaren més altes que la plana circumdant. Els monticles resultants són coneguts com a tels i es troben per tot el territori que comprenia l'antic Pròxim Orient. Els edificis civils decaigueren lentament per l'ús de cons de pedres acolorides, plafons de terracota i "claus" d'argila col·locats dins dels maons de tova per crear una funda protectora que adornava la façana.

### Materials de maçoneria
Els sumeris no tenien ni boscos ni pedreres, i per això hagueren d'utilitzar rajoles de tova (també denominades maons de fang) com a material principal. Preferien els maons de tova sobre altres per les seues propietats tèrmiques superiors i menors costs de producció. La rajola roja s'usava en petites aplicacions que implicaven aigua, decoració i construccions monumentals. Una innovació tardana fou el maó vidriat. La maçoneria sumèria no usava argamassa, tot i que algunes vegades utilitzava betum.
Els estils de rajoles variaven molt segons l'època, per la qual cosa són categoritzats per període. Els maons arredonits eren una mica inestables. Les capes de rajoles sumèries deixaven una filera de maons perpendicular com a descans a cada parell. Els avantatges dels maons planoconvexos eren la velocitat de fabricació, així com la superfície irregular que sostenia millor la capa d'algeps que una superfície llisa d'altres tipus de rajola.

### Altres materials
Fora dels maons, s'usaren altres materials de construcció per a revestiments, pisos, sostres, portes i aplicacions especials. Aquests materials n'eren:
- Arrebossats de terra, utilitzats per a segellar i fer els acabats dels espais exteriors i interiors de les residències comunes.
- Arrebossats de calç, utilitzats per a segellar i fer els acabats dels espais exteriors i interiors de les residències luxoses.
- Un tipus de terratzo, usat per als terres.
- La palma datilera (Phoenix dactylifera), usada per a llindes.
- El canyís (Fragmites communis), usat per als sostres i les bases de les tàpies.
- Plafons de terracota, usats per a decoració.
- El betum, usat per a segellar les canonades.

Eren especialment apreciats els materials de construcció importats, tals com el cedre del Líban, la diorita d'Aràbia i el lapislàtzuli de l'Índia.

## Disseny urbà
Sumèria fou la primera societat que creà la ciutat en si com una forma construïda: estaven orgullosos d'aquest assoliment com ho demostra l'Epopeia de Guilgameix, que comença amb una descripció d'Uruk, els seus murs, carrers, mercats, temples i jardins. Uruk en si mateixa és important com a centre d'una cultura urbana que colonitzà i urbanitzà l'occident asiàtic.
La construcció de ciutats fou el producte final de les tendències que començaren en la Revolució neolítica. El creixement de la ciutat fou parcialment planificat i orgànic. El planejament és evident en els murs, el districte dels temples principals, el canal central amb el port i el carrer principal. L'estructura d'espais residencials i comercials fou la reacció de les forces econòmiques als límits espacials imposats per les àrees planificades que esdevingueren un disseny irregular amb característiques regulars. Com que els sumeris registraven les transaccions de béns, se'n pot reconstruir bona part del patró de creixement urbà, la densitat demogràfica, el valor de les propietats i altres mesures a partir de fonts cuneïformes.
La ciutat típica dividia l'espai en àrees residencials, d'ús mixt, comercial i cívic. Les àrees residencials s'agrupaven d'acord amb les professions. Al centre de la ciutat hi havia el temple principal sempre situat una mica fora del centre geogràfic. Aquest temple solia precedir la fundació de la ciutat, i al seu voltant creixia l'urbs. Els districtes pertanyents a les portes tenien una funció especial religiosa i econòmica.
La ciutat incloïa un cinyell de terra agrícola irrigada amb petites aldees. Una xarxa de camins i canals connectava la ciutat amb les terres. La xarxa de transport s'organitava en tres tipus: carrers amplis processionals (en accadi:sūqu ilāni u šarri), carrers públics perpendiculars (en accadi:sūqu nišī) i atzucacs privats (en accadi: mūṣû). Els carrers que definien una illa eren prou estables, mentre que els atzucacs eren molt més fluids. Es calcula que el 10% de l'àrea urbana eren carrers i el 90% edificis.

### El cas d'Uruk

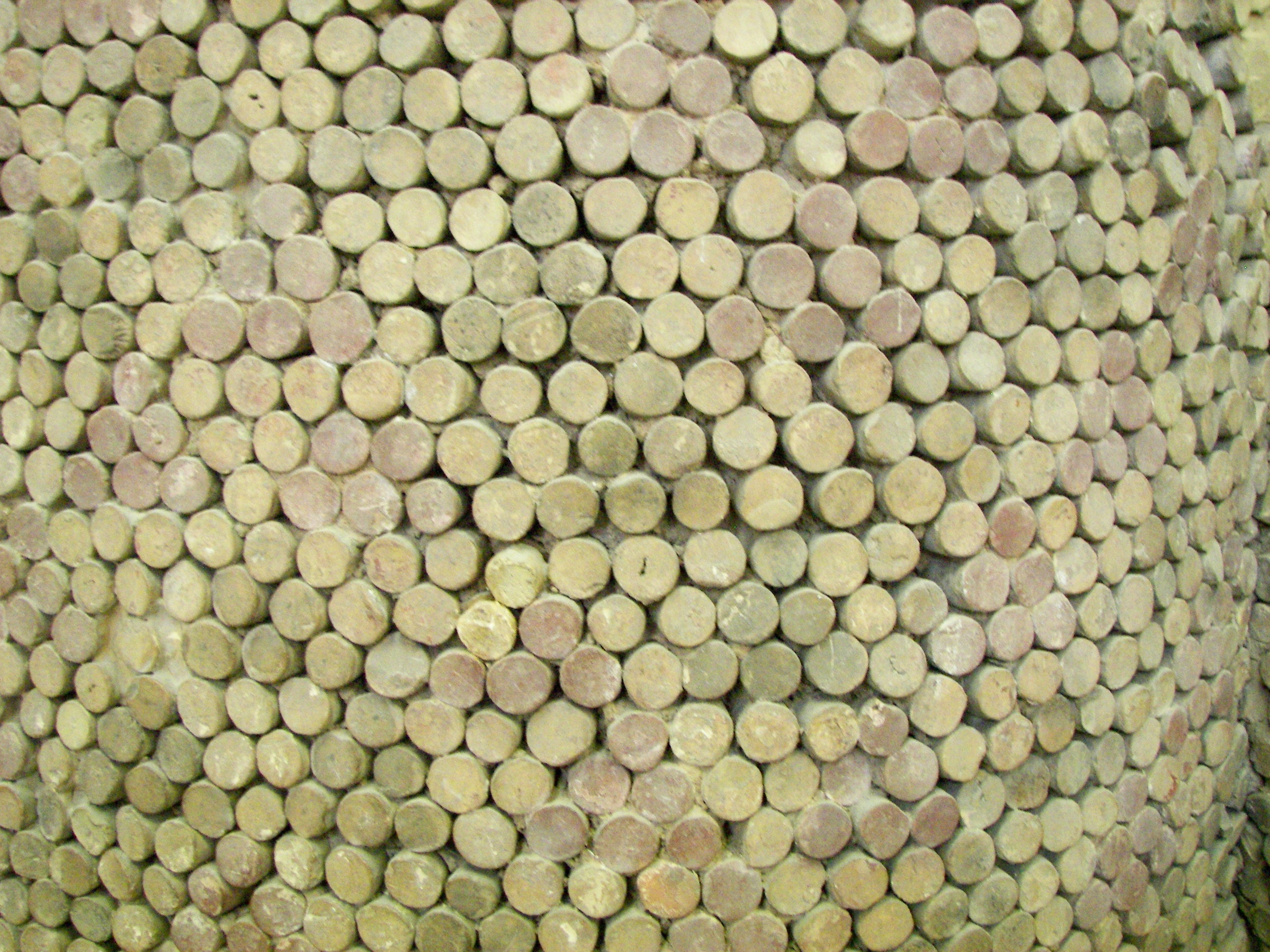
Mosaics al temple d'Inanna d'Uruk, actualment al Museu de Pèrgam de Berlín

Als grans edificis d'Uruk d'aquesta etapa se'ls ha denominat temples, malgrat que no se'n pot assegurar l'ús, i podien haver estat palaus.
A Uruk hi havia dues àrees cèntriques: una de política i l'altra de religiosa: Eanna i Kullab.
Eanna es trobava en un terreny pla: n'era el monticle més antic i fou des del període d'Uruk (3400 ae) que la seua arquitectura començà a destacar. D'aquesta etapa data el temple dels Cons de Pedra, amb parets de fins a 3,5 m d'alçada, de pedra. Tenia una nau central i dos passadissos envoltats de tres grans muralles que formaven una àrea de 28×19 m, sota les quals hi havia un soterrani inaccessible. El temple de Calcària d'Eanna V pertany a una etapa posterior: tenia una planta rectangular formada per una gran nau central de 58 × 9 m, envoltada d'habitacions amb eixida a l'exterior: era totalment accessible des de la plaça pública. Al nivell IV, es construïren els temples D i E que foren desmantellats en el nivell III (3200 ae). El temple D n'era el més gran, amb 45 × 80 m, estretes entrades i nau central en forma de T. El temple I contenia una cambra central quadrada flanquejada per vestíbuls comunicats a l'exterior i amb la cambra central per moltes entrades. Els edificis posteriors a aquests, en el nivell III, hi van seguir un esquema prou semblant.
Kullab s'alçava en una regió inclinada i abrupta. En les fases més primerenques contenia una sèrie d'estructures simètriques. Un dels edificis més destacats fou l'anomenat temple Blanc, que acabà cobert per maons i soterrat.

## Arquitectura residencial

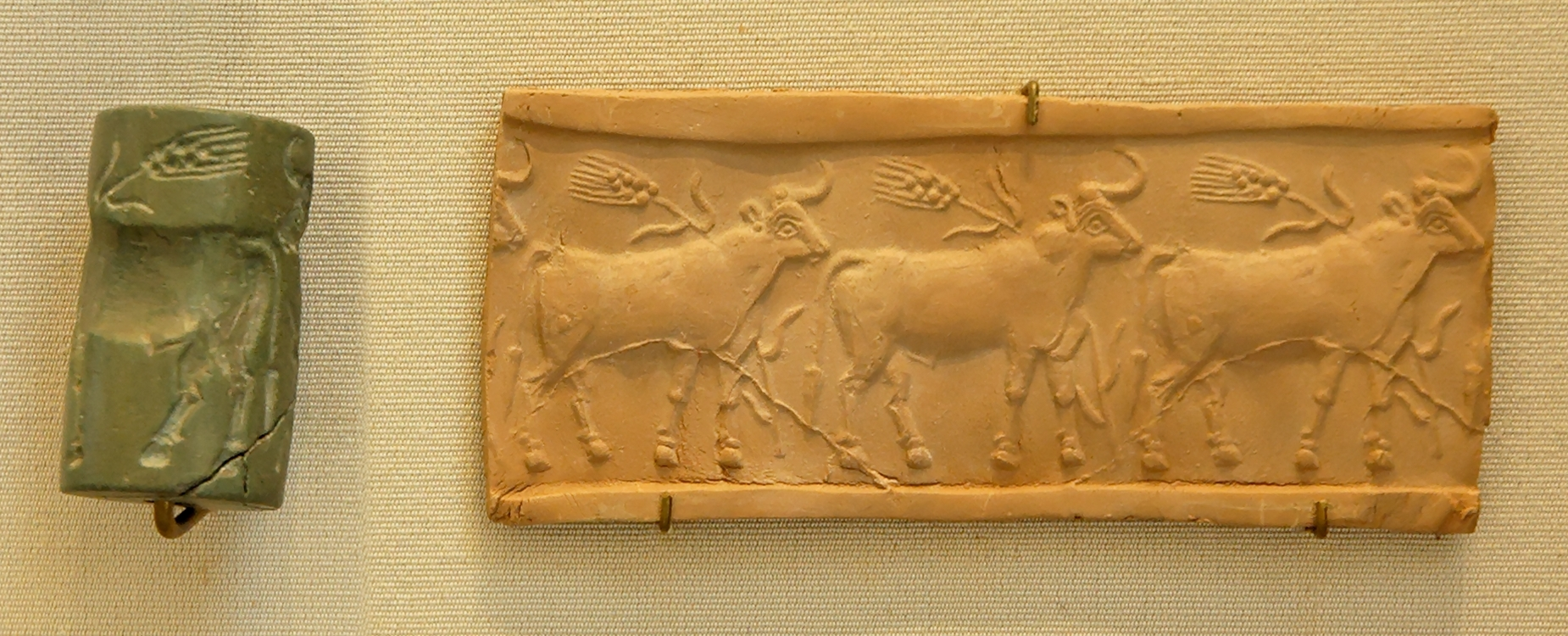
Segell cilíndric i impressió: grup de bestiar en un camp de forment, fets en calcària, corresponent al període d'Uruk (4100-3000 ae)

El disseny arquitectònic residencial fou un desenvolupament directe de les construccions del període de l'Obeid. Si els segells cilíndrics sumeris representaven les cases utilitzades pels Mudhifs, la casa amb pati interior fou la tipologia predominant que s'ha emprat a Mesopotàmia fins a l'actualitat. Aquesta casa denominada en accadi bīla teva contenia un pati obert que la refrescava en crear-hi corrents de convecció. Els segells cilíndrics sumeris també descriuen cases fetes amb canya, semblants a les que construïen els àrabs de les terres baixes de la part sud de l'Iraq, fins a una data tan recent com el 400 ae.
Aquest pati denominat tarbasu fou la primera característica organitzativa de les cases, cap al qual s'orientaven totes les cambres. Les parets externes no tenien cap distintiu, tret d'una sola obertura que connectava la casa amb el carrer. El moviment entre la casa i el carrer requeria un gir de 90° per una petita avantcambra. Des del carrer, només la paret posterior de l'avantcambra seria visible per una porta oberta. Els sumeris tenien una estricta divisió dels espais públics i privats. L'àrea normal d'una casa sumèria era de 90 m².

## Arquitectura comercial
Un basar era un mercat o grup de botigues, on s'exhibien béns i serveis per a la compravenda. Algunes excavacions arqueològiques han trobat indicis de basars en diferents parts de l'Orient Mitjà: prop de Kermansah (9000 ae), a Tappeh Sialk i a Teppe Hansanlu (6000 ae), a Xahr-i Sokhta (3000 ae) i a Susa (a partir del 4000 ae). La urbanització que s'hi feu a partir del IV mil·lenni ae propicià el creixement econòmic i l'augment dels intercanvis, fins i tot amb indrets llunyans.

## Arquitectura paisatgística
L'arquitectura paisatgística era un aspecte de la cultura sumèria que ha estat passat per alt. Les fonts escrites indiquen que la planificació dels espais oberts formà part de la ciutat des dels primers temps. La descripció d'Uruk en l'Epopeia de Guilgameix denota que un terç de la ciutat es reservava als horts. Una planificació semblant dels espais oberts es troba al cinqué recinte de Nippur. Un altre element paisatgístic important era l'espai vacant (en accadi: kišubbû), que s'emprà alternativament per a l'agricultura i la deposició de deixalles.
Fora de la vila, el sistema d'irrigació agrícola sumeri creà un dels primers jardins de la història. El jardí (sar) tenia un canal perimètric. Aquesta forma quadrangular tancada fou la base dels posteriors jardins paradisíacs de Pèrsia.